# خوان مارغالو
خوان فرانسيسكو مارجالو ريفيرا (24 سبتمبر 1940 - 2 مارس 2025)، هو ممثل ومخرج مسرحي ودراما إسباني.

## روابط خارجية
خوان مارغالو على موقع IMDb (الإنجليزية)
- خوان مارغالو على موقع قاعدة بيانات الفيلم (الإنجليزية)